# Члены ИИХФ
ИИХФ — международная организация, курирующая вопросы развития хоккея с шайбой во всём мире.
Членами организации по состоянию на 28 сентября 2024 года являются национальные хоккейные организации 84 стран мира.
В ИИХФ существуют три категории членства:

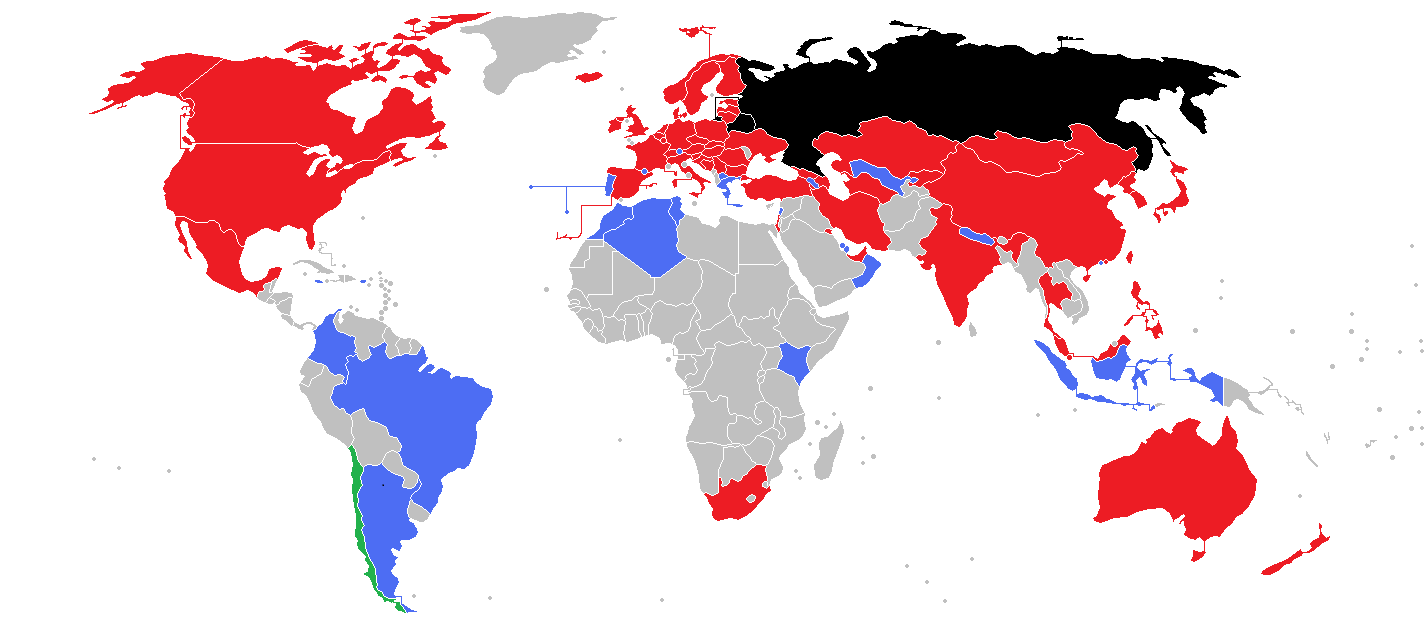
Члены ИИХФ: полноправные члены; ассоциированные члены; аффилированные члены; членство приостановлено

- К первой категории относятся полноправные члены ИИХФ. Это те страны (территории), которые имеют свои собственные, независимые, хоккейные ассоциации, отдельные от федерации зимних видов спорта, и регулярно (ежегодно) участвуют в чемпионатах, проводимых под эгидой ИИХФ. В ИИХФ 60 полноправных членов, включая 2 федерации с приостановленным членством ( Беларусь,  Россия). Последней федерацией, получившей полноправный статус 29 сентября 2022 года, стала федерация  Ирана, имевшая до этого статус ассоциированного члена.
- Ко второй категории относятся организации, имеющие статус ассоциированного члена. Это страны, которые либо не имеют полностью независимых национальных ассоциаций, либо имеют независимые национальные ассоциации, но принимают участие лишь в ограниченной степени в турнирах, проводимых под эгидой ИИХФ. В ИИХФ 23 ассоциированных члена. Последними федерациями, получившими 28 сентября 2024 года статус ассоциированных членов, стали  Бахрейн и  Кения.
- К третьей категории относятся организации, имеющие аффилированное членство. Это партнерская программа ИИХФ для тех стран, которые участвуют только в соревнованиях по инлайн-хоккею[англ.] (хоккею на роликовых коньках). Статус аффилированного члена в ИИХФ имеет  Чили.

Только постоянные члены имеют право голоса на конгрессах ИИХФ.
Все страны мира, в которых культивируется хоккей с шайбой, могут быть приняты в ИИХФ в качестве активных членов при соблюдении условий и формальностей приема, изложенных в уставе. Их принимают только через посредничество национальных федераций. Просьба о приеме формально налагает обязательство соблюдать устав и правила ИИХФ. Адресуется она президенту ИИХФ, который представляет заявление о приеме на рассмотрение очередного ежегодного конгресса ИИХФ. При рассмотрении заявлений ИИХФ всегда отдает предпочтение той организации, которая контролирует только хоккей. Если организация, подавшая заявление о приёме в ИИХФ, контролирует и другие виды спорта, в ней должен быть специальный комитет, контролирующий только хоккей с шайбой. Национальные федерации, принятые в ИИХФ, признают друг друга как единственно полноправных представителей, контролирующих хоккей с шайбой в своих странах.
В 2025 году в соревнованиях мужских команд принимают участие 58 национальных федераций, в женских — 45 национальных федераций.
| Страна               | В ИИХФ         | Статус | Наименование (рус.) Наименование (оригин., англ.)                                  | Сборные                 |
| -------------------- | -------------- | ------ | ---------------------------------------------------------------------------------- | ----------------------- |
| Австралия            | 11.02.1938     |        | Федерация хоккея Австралии Ice Hockey Australia                                    | М · М20 · М18 · Ж · Ж18 |
| Австрия              | 18.03.1912 [A] |        | Österreichischer Eishockeyverband                                                  | М · М20 · М18 · Ж · Ж18 |
| Азербайджан          | 06.12.1992     |        | Федерация хоккея Азербайджана Ice Hockey Federation of the Republic of Azerbaijan  | М · М20 · М18 · Ж · Ж18 |
| Алжир                | 26.09.2019     |        | Hockey Algeria                                                                     | М · М20 · М18 · Ж · Ж18 |
| Андорра              | 04.05.1995     |        | Андоррская федерация ледовых видов спорта Federació Andorrana d’Esports de Gel     | М · М20 · М18 · Ж · Ж18 |
| Аргентина            | 31.05.1998     |        | Asociación Argentina de Hockey sobre Hielo y En Línea                              | М · М20 · М18 · Ж · Ж18 |
| Армения              | 22.09.1999 [B] |        | Федерация хоккея Армении Ice Hockey Federation of Armenia                          | М · М20 · М18 · Ж · Ж18 |
| Бахрейн              | 28.09.2024     |        |                                                                                    | М · М20 · М18 · Ж · Ж18 |
| Беларусь             | 06.05.1992 [C] |        | Федерация хоккея Республики Беларусь Федэрацыя хакея Рэспублікі Беларусь           | М · М20 · М18 · Ж · Ж18 |
| Бельгия              | 08.12.1908     |        | Федерация хоккея Бельгии Fédération de Belgique de hockey sur glace                | М · М20 · М18 · Ж · Ж18 |
| Болгария             | 25.07.1963     |        | Федерация хоккея Болгарии Бългаска Федерация Хокей на Лед                          | М · М20 · М18 · Ж · Ж18 |
| Босния и Герцеговина | 08.05.2001     |        | Savez Hokeja Na Ledu Bosne i Hercegovine                                           | М · М20 · М18 · Ж · Ж18 |
| Бразилия             | 26.06.1984     |        | Confederação Brasileira de Desportos no Gelo                                       | М · М20 · М18 · Ж · Ж18 |
| Великобритания       | 19.11.1908     |        | Федерация хоккея Великобритании Ice Hockey UK                                      | М · М20 · М18 · Ж · Ж18 |
| Венгрия              | 24.01.1927     |        | Федерация хоккея Венгрии A Magyar Jégkorong Szövetség hivatalos honlapja           | М · М20 · М18 · Ж · Ж18 |
| Германия [^2]        | 19.09.1909 [D] |        | Немецкий хоккейный союз Deutscher Eishockey Bund                                   | М · М20 · М18 · Ж · Ж18 |
| Гонконг              | 30.04.1983     |        | Hong Kong Ice Hockey Association                                                   | М · М20 · М18 · Ж · Ж18 |
| Греция               | 29.04.1987     |        | Hellenic Ice Sports Federation                                                     | М · М20 · М18 · Ж · Ж18 |
| Грузия               | 08.05.2009     |        | Georgian Ice Hockey Federation                                                     | М · М20 · М18 · Ж · Ж18 |
| Дания                | 27.04.1946     |        | Danmarks Ishockey Union                                                            | М · М20 · М18 · Ж · Ж18 |
| Израиль              | 01.05.1991     |        | Федерация хоккея Израиля Israel Ice Hockey Federation                              | М · М20 · М18 · Ж · Ж18 |
| Индия                | 27.04.1989     |        | Хоккейная Ассоциация Индии Ice Hockey Association of India                         | М · М20 · М18 · Ж · Ж18 |
| Индонезия            | 20.05.2016     |        | Federasi Hoki Es Indonesia                                                         | М · М20 · М18 · Ж · Ж18 |
| Иран                 | 26.09.2019     |        | Islamic Republic of Iran Skating Federation                                        | М · М20 · М18 · Ж · Ж18 |
| Ирландия             | 26.09.1996     |        | Федерация хоккея Ирландии Irish Ice Hockey Association                             | М · М20 · М18 · Ж · Ж18 |
| Исландия             | 06.05.1992     |        | Ice Hockey Iceland                                                                 | М · М20 · М18 · Ж · Ж18 |
| Испания              | 10.03.1923     |        | Federación Española de Deportes de Hielo                                           | М · М20 · М18 · Ж · Ж18 |
| Италия               | 24.01.1924     |        | Federazione Italiana Sport del Ghiaccio                                            | М · М20 · М18 · Ж · Ж18 |
| Казахстан            | 06.05.1992     |        | Федерация хоккея Казахстана Kazakhstan Ice Hockey Federation                       | М · М20 · М18 · Ж · Ж18 |
| Канада               | 26.04.1920 [E] |        | Федерация хоккея Канады Hockey Canada                                              | М · М20 · М18 · Ж · Ж18 |
| Катар                | 18.05.2012     |        | Qatar Ice Hockey Federation                                                        | М · М20 · М18 · Ж · Ж18 |
| Кения                | 28.09.2024     |        |                                                                                    | М · М20 · М18 · Ж · Ж18 |
| Кыргызстан           | 14.05.2011     |        | Ice Hockey Federation of the Kyrgyz Republic                                       | М · М20 · М18 · Ж · Ж18 |
| Китай                | 25.07.1963     |        | Федерация хоккея Китая Chinese Ice Hockey Association                              | М · М20 · М18 · Ж · Ж18 |
| Колумбия             | 26.09.2019     |        | Federación Colombiana de Hockey Sobre Hielo                                        | М · М20 · М18 · Ж · Ж18 |
| КНДР                 | 08.08.1963     |        | Ice Hockey Association of the DPR Korea                                            | М · М20 · М18 · Ж · Ж18 |
| Республика Корея     | 25.07.1960     |        | Korea Ice Hockey Association                                                       | М · М20 · М18 · Ж · Ж18 |
| Кувейт               | 30.04.1985 [F] |        | Kuwait Ice Hockey Association                                                      | М · М20 · М18 · Ж · Ж18 |
| Латвия               | 22.02.1931 [G] |        | Latvijas Hokeja federācija                                                         | М · М20 · М18 · Ж · Ж18 |
| Ливан                | 26.09.2019     |        | Lebanese Ice Hockey Federation                                                     | М · М20 · М18 · Ж · Ж18 |
| Литва                | 19.02.1938 [G] |        | Lietuvos Ledo Ritulio Federacija                                                   | М · М20 · М18 · Ж · Ж18 |
| Лихтенштейн          | 04.10.2001     |        | Liechtenstein Ice Hockey Federation                                                | М · М20 · М18 · Ж · Ж18 |
| Люксембург           | 23.03.1912     |        | Fédération Luxembourgeoise de Hockey sur Glace                                     | М · М20 · М18 · Ж · Ж18 |
| Макао                | 12.05.2005     |        | Federação de Macau de Hóquei no gelo                                               | М · М20 · М18 · Ж · Ж18 |
| Северная Македония   | 04.10.2001     |        | SSFM Macedonian Ice Hockey Federation                                              | М · М20 · М18 · Ж · Ж18 |
| Малайзия             | 28.09.2006     |        | Malaysia Ice Hockey Federation                                                     | М · М20 · М18 · Ж · Ж18 |
| Марокко              | 22.05.2010     |        | Royal Moroccan Ice Hockey Federation                                               | М · М20 · М18 · Ж · Ж18 |
| Мексика              | 30.04.1985     |        | Федерация хоккея Мексики Federacion Deportiva de Mexico de Hockey sobre Hielo A.C. | М · М20 · М18 · Ж · Ж18 |
| Монголия             | 15.05.1999     |        | Mongolian Ice Hockey Federation                                                    | М · М20 · М18 · Ж · Ж18 |
| Непал                | 20.05.2016     |        | Nepal Ice Hockey Association                                                       | М · М20 · М18 · Ж · Ж18 |
| Нидерланды           | 20.01.1935     |        | Федерация хоккея Нидерландов Nederlandse IJshockey Bond                            | М · М20 · М18 · Ж · Ж18 |
| Новая Зеландия       | 02.05.1977     |        | New Zealand Ice Hockey Federation                                                  | М · М20 · М18 · Ж · Ж18 |
| Норвегия             | 20.01.1935     |        | Norges Ishockeyforbund                                                             | М · М20 · М18 · Ж · Ж18 |
| ОАЭ                  | 10.05.2001     |        | United Arab Emirates Ice Hockey Association                                        | М · М20 · М18 · Ж · Ж18 |
| Оман                 | 24.05.2014     |        | Oman Ice Sports Committee                                                          | М · М20 · М18 · Ж · Ж18 |
| Польша               | 11.01.1926     |        | Polski Związek Hokeja na Lodzie                                                    | М · М20 · М18 · Ж · Ж18 |
| Португалия           | 13.05.1999     |        | Federação Portuguesa de Desportos no Gelo                                          | М · М20 · М18 · Ж · Ж18 |
| Пуэрто-Рико          | 29.09.2022     |        | Puerto Rico Ice Hockey Association                                                 | М · М20 · М18 · Ж · Ж18 |
| Россия [^3]          | 17.02.1911 [C] |        | Федерация Хоккея России                                                            | М · М20 · М18 · Ж · Ж18 |
| Румыния              | 24.01.1924     |        | Федерация хоккея Румынии Federaţia Română de Hochei pe Gheaţă                      | М · М20 · М18 · Ж · Ж18 |
| Сербия [^4]          | 01.01.1939     |        | Федерация хоккея Сербии Hokejaška Reprezentacija Srbije                            | М · М20 · М18 · Ж · Ж18 |
| Сингапур             | 02.05.1996     |        | Amateur Ice Hockey Association of Singapore                                        | М · М20 · М18 · Ж · Ж18 |
| Словакия             | 02.02.1993     |        | Slovenský zväz ľadového hokeja                                                     | М · М20 · М18 · Ж · Ж18 |
| Словения             | 06.05.1992     |        | Федерация хоккея Словении Hokejska zveza Slovenije                                 | М · М20 · М18 · Ж · Ж18 |
| США                  | 26.04.1920 [H] |        | USA Hockey                                                                         | М · М20 · М18 · Ж · Ж18 |
| Таиланд              | 27.04.1989     |        | Ice Hockey Association of Thailand                                                 | М · М20 · М18 · Ж · Ж18 |
| Тайвань              | 01.09.1983     |        | Chinese Taipei Ice Hockey Federation                                               | М · М20 · М18 · Ж · Ж18 |
| Тунис                | 21.09.2021     |        | Association Tunisienne de Hockey sur Glace                                         | М · М20 · М18 · Ж · Ж18 |
| Туркменистан         | 15.05.2015     |        | Федерация хоккея Туркменистана Türkmenistanyň şaýbaly hokkeý federasiýasy          | М · М20 · М18 · Ж · Ж18 |
| Турция               | 01.05.1991     |        | Türkiye Buz Hokeyi Federasyonu                                                     | М · М20 · М18 · Ж · Ж18 |
| Узбекистан           | 26.09.2019     |        | Федерация хоккея Узбекистана Uzbekistan Ice Hockey Federation                      | М · М20 · М18 · Ж · Ж18 |
| Украина              | 06.05.1992     |        | Федерация хоккея Украины Федерація хокею України                                   | М · М20 · М18 · Ж · Ж18 |
| Филиппины            | 20.05.2016     |        | Federation of Ice Hockey League                                                    | М · М20 · М18 · Ж · Ж18 |
| Финляндия            | 10.02.1928     |        | Финский хоккейный союз Suomen Jääkiekkoliitto                                      | М · М20 · М18 · Ж · Ж18 |
| Франция              | 20.10.1908     |        | Fédération française de hockey sur glace                                           | М · М20 · М18 · Ж · Ж18 |
| Хорватия             | 06.05.1992     |        | Федерация хоккея Хорватии Hrvatski savez hokeja na ledu                            | М · М20 · М18 · Ж · Ж18 |
| Чехия [^1]           | 15.11.1908     |        | Český svaz ledního hokeje                                                          | М · М20 · М18 · Ж · Ж18 |
| Чили                 | 18.05.2000     |        | Federación Chilena de Hockey en Linea y en Hielo                                   | М · М20 · М18 · Ж · Ж18 |
| Швейцария            | 23.11.1908     |        | Schweizer Eishockeyverband                                                         | М · М20 · М18 · Ж · Ж18 |
| Швеция               | 23.03.1912 [I] |        | Svenska Ishockeyförbundet                                                          | М · М20 · М18 · Ж · Ж18 |
| Эстония              | 17.02.1937 [G] |        | Федерация хоккея Эстонии Eesti Jäähoki Liit                                        | М · М20 · М18 · Ж · Ж18 |
| ЮАР                  | 25.02.1937 [J] |        | Федерация хоккея ЮАР South African Ice Hockey Federation                           | М · М20 · М18 · Ж · Ж18 |
| Ямайка               | 18.05.2012     |        | Jamaican Olympic Ice Hockey Federation                                             | М · М20 · М18 · Ж · Ж18 |
| Япония               | 26.01.1930 [K] |        | Федерация хоккея Японии Japan Ice Hockey Federation                                | М · М20 · М18 · Ж · Ж18 |

| Страны                                                | В ИИХФ                | Правопреемник / Комментарий |
| ----------------------------------------------------- | --------------------- | --- |
| ^1 Богемия                                            | 15.11.1908—26.04.1920 | Чехия с 1 января 1993 года. Международная федерация признает Чехию правопреемником Богемии и Чехословакии c 1908 года.                                                                                         |
| ^1 Чехословакия                                       | 26.04.1920—31.12.1992 | Чехия с 1 января 1993 года. Международная федерация признает Чехию правопреемником Богемии и Чехословакии c 1908 года.                                                                                         |
| ^2 Германская империя                                 | 19.09.1909—27.04.1946 | Германия с 3 октября 1990 года. Международная федерация признает Германию правопреемником немецкой федерации с 1909 года.                                                                                      |
| ^2 ФРГ                                                | 10.03.1951—03.10.1990 | Германия с 3 октября 1990 года. Международная федерация признает Германию правопреемником немецкой федерации с 1909 года.                                                                                      |
| ^2 ГДР                                                | 09.06.1954—03.10.1990 | Германия с 3 октября 1990 года. Международная федерация признает Германию правопреемником немецкой федерации с 1909 года.                                                                                      |
| ^3 Российская империя                                 | 17.02.1911—25.09.1917 | Россия с 6 мая 1992 года. Международная федерация не признает Российскую Федерацию правопреемником Российской империи. Международная федерация признает Российскую Федерацию правопреемником СССР с 1952 года. |
| ^3 СССР                                               | 01.01.1952—06.05.1992 | Россия с 6 мая 1992 года. Международная федерация не признает Российскую Федерацию правопреемником Российской империи. Международная федерация признает Российскую Федерацию правопреемником СССР с 1952 года. |
| ^4 Югославия (СФРЮ)                                   | 01.01.1939—31.12.1992 | Сербия с 28 сентября 2006 года. Международная федерация признает Сербию правопреемником югославской федерации с 1939 года.                                                                                     |
| ^4 СР Югославия, Сербия и Черногория                  | 01.01.1993—28.09.2006 | Сербия с 28 сентября 2006 года. Международная федерация признает Сербию правопреемником югославской федерации с 1939 года.                                                                                     |
| Намибия                                               | 31.05.1998—19.05.2017 | |
| Молдова                                               | 20.05.2008-2023       | |
| Ньюфаундленд (доминион)                               | 19.02.1933—1936       | [ 3 ] |
| Оксфорд Канадиенс (клуб, Англия), аффилированный член | 1911—1914/1920        | [ 4 ] |

| Страны                 | Комментарий |
| ---------------------- | --- |
| Aвстрия                | Исключена из Международной федерации 26 апреля 1920 года, повторно принята 24 января 1924 года. Снова исключена в 1939 году, повторно принята 27 апреля 1946 года. |
| Армения                | Членство в Международной федерации приостановлено в апреле 2010 года и восстановлено в 2015 году. |
| Белоруссия, Россия     | Членство в Международной федерации приостановлено 28 февраля 2022 на неопределенное время. |
| Германия               | Исключена из Международной федерации 26 апреля 1920 года, повторно принята 11 января 1926 года. Снова исключена 27 апреля 1946 года. Федерации ФРГ и ГДР были приняты в Международную федерацию в 1951 и 1954 годах соответственно. После объединения Германии повторно принята 3 октября 1990 года.         |
| Канада                 | Canadian Amateur Hockey Association вышла из Международной федерации 13 апреля 1944 года, снова присоединилась к ней 22 марта 1947 года. |
| Кувейт                 | Исключен из Международной федерации в 1992 году, повторно принят 8 мая 2009 года. |
| Латвия, Литва, Эстония | Членство в Международной федерации прекращено 27 апреля 1946 года, повторно приняты 6 мая 1992 года. |
| США                    | Членство в Международной федерации прекращено в 1928 году и восстановлено 26 января 1930 года. 22 марта 1947 года в качестве руководящего органа хоккея с шайбой в Соединенных Штатах вместо Amateur Athletic Union была признана Amateur Hockey Association, в июне 1991 года переименованная в USA Hockey. |
| Швеция                 | Членство в Международной федерации приостановлено в 1925 году и восстановлено 11 января 1926 года. |
| ЮАР                    | Членство в Международной федерации приостановлено в 1970 году и восстановлено 1 мая 1991 года. |
| Япония                 | Исключена из Международной федерации 27 апреля 1946 года, повторно принята 10 марта 1951 года. |